# Ricardo Pepi
Pour les articles homonymes, voir Pépi.
Ricardo Pepi, né le 9 janvier 2003 à El Paso au Texas, est un joueur international américain de soccer qui évolue au poste d'attaquant au PSV Eindhoven.

## Biographie

### En club

#### FC Dallas
Il signe avec l'équipe première du FC Dallas le 26 juin 2019 après avoir entamé la saison 2019 avec l'équipe réserve du North Texas SC où il inscrit sept buts en six rencontres.

#### FC Augsbourg
Après plus de deux saisons en Major League Soccer, Pepi est convoité par de multiples formations européennes. Le 3 janvier 2022, c'est néanmoins le FC Augsbourg, pensionnaire de Bundesliga qui obtient le transfert du joueur qui signe un contrat jusqu'à l'été 2026. Le transfert est estimé à seize millions d'euros, soit environ vingt millions de dollars américains, ce qui représente le plus gros transfert sortant du FC Dallas mais aussi pour un joueur formé par une franchise de MLS.

#### FC Groningue
En manque de temps de jeu alors que la Coupe du monde 2022 approche en fin d'année, Pepi demande un prêt afin de demeurer dans le groupe américain et rejoint finalement, le 31 août 2022, le FC Groningue, en Eredivisie pour l'ensemble de la saison 2022-2023,.

### En sélection
Avec les moins de 17 ans, il participe au championnat de la CONCACAF des moins de 17 ans en 2019. Les joueurs américains s'inclinent en finale face au Mexique.
Le 1er mars 2021, il est retenu dans la pré-liste de trente-et-un joueurs pour le tournoi pré-olympique masculin de la CONCACAF 2020 avec les moins de 23 ans, mais Pepi n'est pas retenu dans la liste finale de vingt joueurs.
De nationalité mexicaine et américaine,,, Pepi opte pour la sélection américaine en août 2021 lors le sélectionneur Gregg Berhalter le convoque pour des rencontres des éliminatoires à la Coupe du monde 2022. Il fait ses débuts face au Honduras le 8 septembre 2021 et inscrit le deuxième but, en plus de délivrer deux passes décisives au cours de la partie.

## Palmarès
- Finaliste du championnat de la CONCACAF des moins de 17 ans en 2019 avec l'équipe des États-Unis des moins de 17 ans.
- Vainqueur de la Ligue des nations en 2023 avec l'équipe des États-Unis.

## Statistiques
| Saison                | Club                  | Championnat           | Championnat | Championnat | Coupe(s) nationale(s) | Coupe(s) nationale(s) | Compétition(s) continentale(s) | Compétition(s) continentale(s) | Compétition(s) continentale(s) | Séries | Séries | Total | Total |
| Saison                | Club                  | Division              | M.          | B.          | M.                    | B.                    | Comp.                          | M.                             | B.                             | M.     | B.     | M.    | B.    |
| 2019                  | North Texas SC        | USL League One        | 12          | 9           | 0                     | 0                     | -                              | -                              | -                              | 1      | 2      | 13    | 11    |
| 2019                  | FC Dallas             | MLS                   | 7           | 0           | 2                     | 0                     | -                              | -                              | -                              | 0      | 0      | 9     | 0     |
| 2020                  | FC Dallas             | MLS                   | 17          | 2           | -                     | -                     | -                              | -                              | -                              | 2      | 1      | 19    | 3     |
| 2021                  | FC Dallas             | MLS                   | 31          | 13          | -                     | -                     | -                              | -                              | -                              | -      | -      | 31    | 13    |
| Sous-total            | Sous-total            | Sous-total            | 55          | 15          | 2                     | 0                     | -                              | 0                              | 0                              | 2      | 1      | 59    | 16    |
| 2021-2022             | FC Augsbourg          | Bundesliga            | 11          | 0           | -                     | -                     | -                              | -                              | -                              | -      | -      | 11    | 0     |
| 2022-2023             | FC Augsbourg          | Bundesliga            | 4           | 0           | 1                     | 0                     | -                              | -                              | -                              | -      | -      | 5     | 0     |
| Sous-total            | Sous-total            | Sous-total            | 15          | 0           | 1                     | 0                     | -                              | 0                              | 0                              | 0      | 0      | 16    | 0     |
| 2022-2023             | FC Groningue (prêt)   | Eredivisie            | 28          | 12          | 2                     | 1                     | -                              | -                              | -                              | -      | -      | 30    | 13    |
| 2023-2024             | PSV Eindhoven         | Eredivisie            | 17          | 5           | 2                     | 0                     | C1                             | 8                              | 2                              | -      | -      | 27    | 7     |
| Total sur la carrière | Total sur la carrière | Total sur la carrière | 127         | 41          | 7                     | 1                     | -                              | 8                              | 2                              | 3      | 3      | 145   | 47    |